# Экваториальная раса

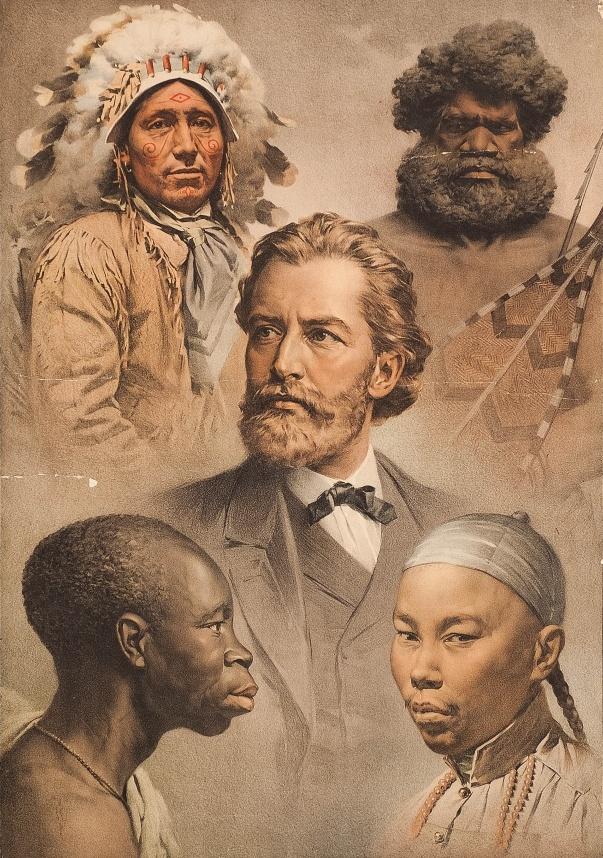
Изображение пяти рас, издание 1911 года

Экваториальная раса (также негро-австралоидная раса, австрало-негроидная раса) — устаревшая концепция в физической антропологии. Опираясь на некоторое внешнее сходство между негроидами и австралоидами (тёмная пигментация кожи и радужки глаз, курчавые волосы, широкий нос, толстые губы, прогнатизм, пропорции тела), многие антропологи объединяли их в одну расу или как минимум включали в общий «расовый ствол».
Однако данные признаки носят адаптивный характер и вполне могли возникнуть независимо в обеих группах. Современные генетические исследования показали, что с точки зрения генетики между негроидами и австралоидами наблюдается наибольшее расхождение по сравнению с другими популяциями людей. Это является следствием особенностей процесса расселения анатомически современных людей из Африки: согласно современным данным, ими в первую очередь было заселено тёплое побережье Евразии от юга Аравии до Новой Гвинеи и, возможно, Австралии, в то время, как заселение материковой Евразии происходило позднее и уже намного медленнее, так что население юго-востока Тихоокеанского региона ранее других групп отделилось от общего ствола. Кроме того, предки австралийцев, папуасов, меланезийцев и филиппинских негритосов маманва в определённый период скрещивались с архаичными людьми восточной Евразии — денисовцами, ареал которых, вероятно, достигал Новой Гвинеи, что также внесло вклад в своеобразие их генофонда.